# Láng-Miticzky Ernő
Láng-Miticzky Ernő, születési nevén Láng Ernő Mihály Pál (Ungvár, 1869. november 21. – Budapest, 1959. március 3.) magyar királyi titkos tanácsos, törvényszéki bíró, táblabírósági elnök, felsőházi tag.

## Élete
Római katolikus vallású családban született. Az ungvári katolikus főgimnáziumban érettségizett, majd a kassai jogakadémián tanult tovább, végül a kolozsvári Ferenc József Tudományegyetemen avatták a jogtudományok doktorává. Tanulmányait követően 1892-ben bírósági joggyakornokká nevezték ki, 1893-ban pedig az oklándi királyi járásbíróság aljegyzője lett.
Kevéssel ezután áthelyezték az erzsébetvárosi, majd a beregszászi királyi törvényszékhez. 1895-ben a homonnai járásbíróságra nevezték ki albírónak, ahonnan 1897-ben Besztercebányára került alügyésznek. 1901-ben visszatért a bírói hivatáshoz, mint a turócszentmártoni járásbíróság vezetője.
1907-től ismét Besztercebányán működött, mint törvényszéki bíró, majd 1913-ban a pestvidéki királyi törvényszékre helyezték át, ugyancsak bírónak. Még ugyanebben az évben a budapesti királyi ítélőtáblának lett a bírája.
A kommün bukása után, 1919 szeptemberében a miskolci királyi törvényszék elnökének nevezték ki kúriai bírói rangban. 1921-ben a budapesti ítélőtábla tanácselnökévé, 1930-ban a szegedi ítélőtábla elnökévé, 1937-ben pedig a budapesti ítélőtábla elnökévé nevezték ki; ez utóbbi minőségében tagja lett a magyar országgyűlés felsőházának is.